# Sumbawanga

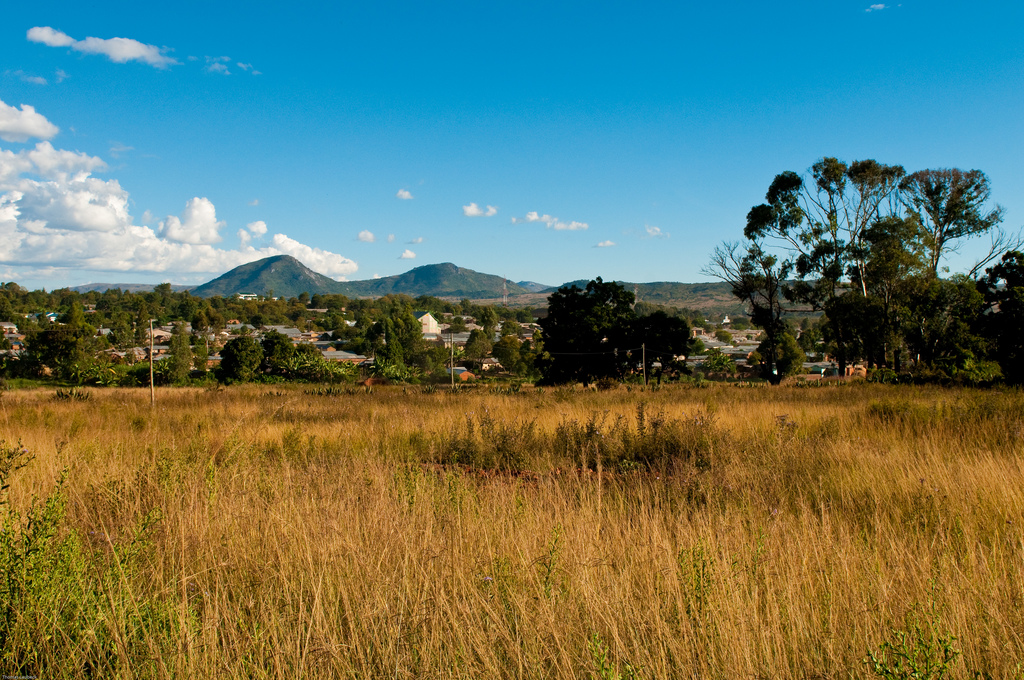
Blick auf Sumbawanga

Sumbawanga ist eine Stadt in der Region Rukwa, in Tansania.

## Geographie
Sumbawanga hat 182.970 Einwohner (Volkszählung 2022). Sie ist die größte Stadt in der Region Rukwa.
Die Stadt liegt 1840 Meter über dem Meer auf dem Ufipa-Plateau zwischen dem Tanganjikasee im Westen und dem Rukwasee im Osten. Das Klima ist warm, Cwb nach der effektiven Klimaklassifikation. Die Niederschläge von 934 Millimeter im Jahr fallen größtenteils in den Monaten November bis April, von Juni bis September regnet es kaum. Am kühlsten ist es im Juni, am wärmsten im Oktober, die Durchschnittstemperatur liegt bei 19,3 Grad Celsius.

## Einwohnerentwicklung

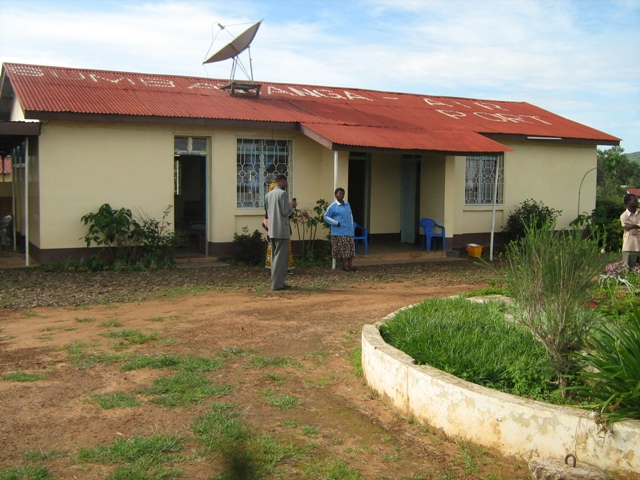
Flughafen Sumbawanga

Die Einwohnerzahl stieg stark an:
- 28.586 – Stand 1978
- 47.878 – Stand 1988
- 74.890 – Stand 2002
- 124.204 – Stand 2012
- 182.970 – Stand 2022

## Wirtschaft und Infrastruktur
- Wirtschaft: Während das umliegende Land vor allem von der Landwirtschaft lebt, gibt es in Sumbawanga auch kleine Gewerbe- und Industriebetriebe, die sich hauptsächlich mit der Verarbeitung landwirtschaftlicher Produkte beschäftigen.[5][6]
- Elektrische Energie: Im Oktober 2011 ging ein Kraftwerk mit einer Leistung von 1,25 Megawatt in Betrieb. Damit standen 5 Megawatt für die Versorgung von Sumbwanga und der Distrikte Kalambo und Nkasi mit elektrischer Energie zur Verfügung.[7]
- Wasser: Im Jahr 2012 hatten 60 Prozent der Bevölkerung Zugang zu sauberem und sicherem Wasser,[8] im Jahr 2017 besaßen bereits 73 Prozent Zugang zu öffentlichem Wasser.[9] Im Jahr 2019 wurde ein Projekt der Europäischen Union zur Verbesserung der städtischen Wasserversorgung und Abwasserentsorgung in Sumbawanga gestartet.[10]

- Flughafen: In Sumbawanga gibt es einen lokalen Flughafen mit einer 1600 Meter langen Piste.[11]

- Straßen: Die wichtigste Straßenverbindung ist die Nationalstraße T9, die von Tunduma in Sambia im Süden durch Sumbawanga nach Mpanda und weiter nach Norden führt. In Sumbawanga zweigt davon die Nationalstraße T20 nach Süden nach KIasesya in Sambia ab.[12]

## Sonstiges
Im April 2019 waren bereits zum vierten Mal deutsche Augenärzte in Sumbawanga. Zehn Ärzte untersuchten 1000 Patienten und führten 200 Operationen durch.